# Трасс, Лиз
Мэри Элизабет (Лиз) Трасс (англ. Mary Elizabeth (Liz) Truss; род. 26 июля 1975, Оксфорд) — британский политический и государственный деятель. Лидер Консервативной партии Великобритании с 5 сентября по 24 октября 2022 года, премьер-министр Великобритании с 6 сентября по 25 октября 2022 года, объявила об отставке 20 октября 2022 года. Самый непродолжительный премьер в истории Великобритании — занимала должность всего в течение 50 дней. Преемником Лиз Трасс в качестве премьер-министра и лидера Консервативной партии стал Риши Сунак.
Третья женщина — премьер-министр Великобритании (после Маргарет Тэтчер и Терезы Мэй). В прошлом — министр окружающей среды, продовольствия и сельского хозяйства Великобритании (2014—2016), министр юстиции и первая в истории женщина лорд-канцлер (2016—2017), министр внешней торговли (2019—2021), министр иностранных дел (2021—2022).

## Биография
Элизабет Трасс провела детские годы в Лидсе (Йоркшир), её родители — медсестра и педагог Присцилла Мэри Трасс (Priscilla Truss, в девичестве Grasby) и профессор математики Джон Кеннет Трасс (John Kenneth Truss, род. 1947) — придерживались левых политических убеждений («левее лейбористов») и вовлекли свою юную дочь в кампанию за ядерное разоружение. Лиз училась в государственной школе в Лидсе (Roundhay School), затем изучала философию, политику и экономику в Мертон-колледже Оксфордского университета, где возглавила отделение Либерально-демократической партии. В это время она придерживалась республиканских взглядов, что видно из её антимонархической речи на конференции либеральных демократов в 1994 году. Получив финансовое образование, работала в межнациональных компаниях Shell и Cable & Wireless plc.
В 2008 году назначена заместителем директора аналитического центра Reform, который разрабатывал планы привлечения частного бизнеса в область общественных служб.
Несмотря на то, что «Мэри» — это её первое имя, Трасс признавалась, что по понятным причинам — в контексте местного культа имени Мэри Поппинс — она очень сильно не любит, когда её так называют, и предпочитает своё второе имя «Элизабет».

### Политическая карьера
В 1996 году вступила в Консервативную партию, в 1998—2000 годах возглавляла Консервативную ассоциацию избирательного округа Луишем Дептфорд (Lewisham Deptford Conservative Association) в Лондоне. В 2001 году предприняла неудачную попытку избрания в Палату общин в округе Хемсуорт (церемониальное графство Западный Йоркшир), в 2005 году повторила попытку в том же графстве, но в округе Колдер Вэлли (и снова безуспешно). Наконец, парламентские выборы 6 мая 2010 года принесли ей успех в избирательном округе Юго-Западный Норфолк.
В сентябре 2012 года премьер-министр Дэвид Кэмерон произвёл сразу 50 новых назначений в своём первом кабинете, и Элизабет Трасс стала тогда парламентским заместителем министра образования.

### Работа в консервативных правительствах (2014—2021)
15 июля 2014 года Кэмерон произвёл новую серию кадровых перемещений в кабинете, и одним из новых назначений стало продвижение Элизабет Трасс на должность министра окружающей среды, продовольствия и сельского хозяйства.
7 мая 2015 года состоялись очередные парламентские выборы, по итогам которых Трасс получила в прежнем округе 50,9 % голосов и сохранила парламентский мандат.
11 мая 2015 года Дэвид Кэмерон сформировал свой второй кабинет, сохранив за Элизабет Трасс кресло министра окружающей среды, продовольствия и сельского хозяйства.
14 июля 2016 года назначена министром юстиции и лордом-канцлером в первом кабинете Терезы Мэй, став первой в истории женщиной на этой должности.
В апреле 2017 года кабинет министров потребовал от Терезы Мэй освободить Элизабет Трасс от обязанностей лорда-канцлера и отделить эту должность от должности министра юстиции ввиду имевшей место серии ошибок (должности были объединены в 2007 году решением Тони Блэра).
11 июня 2017 года назначена главным секретарём Казначейства во втором кабинете Терезы Мэй.
24 июля 2019 года при формировании кабинета Бориса Джонсона назначена министром внешней торговли и председателем Торгового совета Великобритании.
10 сентября 2019 года после отставки Эмбер Радд, выразившей таким образом несогласие с политикой правительства, Трасс в дополнение к прежним должностям назначена министром по делам женщин и равенства. Сменившая Радд в кресле министра труда Тереза Коффи в 2013 году голосовала против легализации однополых браков, и в связи с назначением Трасс лейбористы обвинили Бориса Джонсона в том, что для него должность министра по делам женщин представляется неким «неудобством».
23 апреля 2021 года бывший помощник премьер-министра Джонсона Доминик Каммингс обвинил его в попытке найти частных спонсоров для финансирования ремонта в помещениях официальной резиденции на Даунинг-стрит, 10, и 25 апреля Трасс заявила, что Джонсон полностью оплатил счета на сумму 200 тысяч фунтов стерлингов из собственных средств, хотя также не стала отрицать, что он сделал это только после того, как этот вопрос привлёк общественное внимание (кроме того, она не смогла назвать источник указанной денежной суммы).

### В должности министра иностранных дел (2021—2022)
15 сентября 2021 года назначена министром иностранных дел Великобритании в ходе серии кадровых перемещений во втором правительстве Джонсона.
В ходе миграционного кризиса 2021 года на границе Беларуси с Польшей заявляла об ответственности президента Путина за искусственно созданный гуманитарный кризис и требовала его вмешательства для разрешения ситуации.
21 декабря 2021 года после отставки лорда Фроста назначена переговорщиком для урегулирования отношений с Европейским союзом после выхода из него Великобритании.
6 февраля 2022 года после совместного заявления лидера Китая Си Цзиньпина и президента Аргентины Альберто Фернадеса о взаимной поддержке притязаний этих стран соответственно на Тайвань и Фолклендские острова Трасс назвала Фолкленды «частью британской семьи» и заявила, что Китай должен уважать их суверенитет.

### Выборы лидера Консервативной партии (2022)
После отставки Бориса Джонсона с постов премьер-министра Великобритании и лидера Консервативной партии стала одним из основных претендентов на вакантные должности. 20 июля 2022 года вместе с Риши Сунаком вышла в финальный раунд голосования за пост лидера консерваторов.
5 сентября 2022 года объявлены результаты голосования членов Консервативной партии по почте: Трасс победила с результатом 57 % и стала новым лидером партии.

### Премьер-министр Великобритании
6 сентября 2022 года Лиз Трасс была принята в замке Балморал королевой Елизаветой II, которая попросила её сформировать новое правительство. Вечером того же дня был объявлен состав нового кабинета, в котором впервые в истории ни один из четырёх ключевых постов не был занят белыми мужчинами.
Трасс была пятнадцатым и последним британским премьер-министром при Елизавете II, которая умерла 8 сентября, через два дня после назначения Трасс. Рано утром ей сказали, что королева нездорова и, вероятно, проживет «считанные часы, а не дни». Трасс заказала черную одежду из своего дома в Гринвиче в преддверии смерти королевы, поскольку у нее не было времени перевезти свои вещи в Вестминстер. После смерти королевы вечером того же дня, на престол вступил король Карл III, и 9 сентября состоялась его первая личная аудиенция с Лиз Трасс в Букингемском дворце.
10 сентября 2022 года Лиз Трасс вместе с должностными лицами Палаты общин дала клятву верности Карлу III, хотя закон не требует повторения этого ритуала при восхождении на престол нового монарха.
За месяц своей работы на посту премьер-министра Лиз Трасс стала самым непопулярным лидером Консервативной партии. Согласно результатам опроса международного исследовательского центра YouGov, положительно политику Трасс оценивает лишь 14 % опрошенных британцев, а отрицательно — 73 %. Исследователи констатируют, что её рейтинг в октябре 2022 года опустился ниже, чем у Бориса Джонсона перед его отставкой.
По данным YouGov, уровень одобрения Трасс рухнул из-за её экономической политики. Трасс предложила «мини-бюджет», в котором базовая ставка подоходного налога снижалась с 20 % до 19 %, а для сотрудников с большими доходами — с 45 % до 40 %, и отмену уже запланированного повышения корпоративных налогов. Разницу, по плану нового премьер-министра, должны погасить из внешних заимствований.
Из-за таких планов Лиз Трасс обвинили в поддержке богатых и назвали «Робином Гудом наоборот». После обнародования «мини-бюджета» британский фунт обвалился до исторического минимума, а ставки по ипотеке выросли. Через несколько дней Лиз Трасс была вынуждена отказаться от снижения налогов для богатых. От нового премьер-министра, по сообщениям СМИ, британцы ждут финансовой помощи для компенсации существенно выросших расходов на электроэнергию, продукты питания и кредиты.
20 октября 2022 года Лиз Трасс объявила о сложении с себя должности премьер-министра Соединённого королевства, добавив, что останется руководить государством, пока не будет избран её преемник. Тем самым Лиз Трасс установила новый антирекорд по времени пребывания в данной должности за всю историю, сменив в этом качестве Джорджа Ка́ннинга, умершего от туберкулёза спустя 119 дней с момента назначения.
По мнению Би-би-си, действия Лиз Трасс поставили Великобританию — ядерную державу из большой семёрки — на грань социального, политического и экономического коллапса. В последние дни перед отставкой её рейтинг едва дотягивал до 15 %. После ухода Трасс власть партии консерваторов, находившейся во главе правительства Великобритании уже более 12 лет, стала под вопросом.

### Дальнейшая политическая карьера
Весной 2024 года присоединилась к придерживающейся либертарианских позиций организации «Народный консерватизм».
4 июля 2024 года проиграла парламентские выборы в своём округе, отстав на 640 поданных бюллетеней от лейбориста Терри Джерми (на выборах 2019 года Трасс победила, опередив сильнейшего из соперников на 26 тыс. голосов).

## Политические позиции
В 2016 году при подготовке к референдуму о членстве Великобритании в Европейском союзе Лиз Трасс выступала против выхода, опасаясь тяжёлых экономических последствий. Позднее встала на противоположные позиции, объясняя перемену хорошим состоянием британской экономики.
Выступая на встрече министров иностранных дел стран НАТО в Латвии 30 ноября 2021 года, Трасс заявила, что Россия сделает стратегическую ошибку, если вторгнется в Украину, и обвинила Москву в «злонамеренной активности».
29 декабря 2021 года Лиз Трасс заявила, что глубоко обеспокоена ликвидацией российской правозащитной организации «Мемориал». По словам Трасс, «Мемориал» на протяжении десятилетий неустанно работал над тем, чтобы преступления советской эпохи никогда не были забыты. «Его закрытие — ещё один сокрушительный удар по свободе слова в России», — заявила политик.
21 января 2022 года, находясь с визитом в Австралии, выступила с речью в аналитическом центре Lowy Institute, в которой выразила убеждение, что украинский народ окажет мужественное сопротивление в случае российской агрессии, и что Украина в прошлом уже видела вторжения — «от монголов до татар» (англ. They have known invading forces before — from the Mongols to the Tatars).
22 января 2022 года Трасс обвинила Россию в подготовке государственного переворота на Украине с целью привести к власти пророссийского политика Евгения Мураева (тот в комментарии для британской газеты The Observer пояснил, что находится под российскими санкциями и даже принадлежащие его отцу активы в России конфискованы).
10 февраля 2022 года, находясь с визитом в России, потребовала на переговорах с российским коллегой Сергеем Лавровым отвести российские войска от украинской границы, и когда тот в ответ спросил, признаёт ли Великобритания российский суверенитет над Ростовской и Воронежской областями, заявила: «Великобритания никогда не признает суверенитета России над этими регионами». Позднее в тот же день в интервью РБК объяснила, что по незнанию сочла названные Лавровым территории украинскими, и что в действительности Великобритания не оспаривает российский суверенитет над ними.
Война на Украине
В выступлении от 27 апреля 2022 Трасс призвала к наращиванию военной помощи Украине и экономической изоляции России:

Война на Украине — это наша общая война… поскольку победа Украины — это стратегический императив для всех нас. […] Необходимо поставлять Украине тяжёлые вооружения, танки и самолёты — мы должны использовать наши запасы и увеличить производство. […] Мы должны гарантировать, чтобы не только Украина, но и балканские страны и такие страны как Молдова и Грузия имели возможность защитить свою независимость и свободу.
Оригинальный текст (англ.)The war in Ukraine is our war — it is everyone's war… because Ukraine's victory is a strategic imperative for all of us. [...] Heavy weapons, tanks, aeroplanes — digging deep into our inventories, ramping up production. We need to do all of this.[...] We must ensure that, alongside Ukraine, the Western Balkans and countries like Moldova and Georgia have the resilience and the capabilities to maintain their sovereignty and freedom.

Она также добавила, что страны Запада должны использовать свою экономическую мощь для того, чтобы изгнать Россию с западных рынков:

Доступ к мировой экономике должен зависеть от соблюдения правил
Оригинальный текст (англ.)Access to the global economy must depend on playing by the rules

## Личная жизнь
Журналисты часто обращают внимание на драматический перелом политических убеждений, пройденный Элизабет Трасс — в юности она под влиянием матери, работавшей медсестрой и учительницей, участвовала в манифестациях против политики Маргарет Тэтчер. Выдвижение кандидатуры Элизабет Трасс на выборы в Палату общин вызвало в своё время сильное сопротивление со стороны наиболее консервативно настроенных противников модернизаторской политики Дэвида Кэмерона в партии, которым журналисты газеты The Mail on Sunday дали прозвище Turnip Taliban, то есть «Талибан болванов». В момент получения своего первого министерского портфеля в 2014 году Трасс стала самой молодой женщиной-министром Великобритании за всю историю.
В 2000 году Элизабет Трасс вышла замуж за финансового директора Хью О'Лири (Hugh O’Leary), впоследствии в семье появились две дочери, Фрэнсис (Frances — март 2006 года) и Либерти (Liberty — 2008).
В июне 2005 года прекратилась длившаяся 18 месяцев связь Элизабет Трасс с её политическим наставником, депутатом Марком Филдом. В результате его брак распался, но Трасс убедила мужа, что он является отцом старшей дочери, и сохранила семью.

### Комментарии
1. ↑  Выступление состоялось на пасхальном банкете в резиденции лорд-мэра лондонского Сити[43].